# Святоплук I (князь Чехії)
Святоплук I Лев (*Svatopluk, д/н  —21 вересня 1109) — князь Богемський (Чеський) у 1107—1109 роках.

## Життєпис

### Князь Зноймо
Походив з династії Пржемисловичів. Син Оти I, князя Зноємського, та Ефімії Арпад, доньки угорського короля. У 1087 році втратив батька. Після чого разом з братом Отою Чорним опинився під опікою стрийка Конрада Брненського.
Побоюючись надмірного посилення Конрада, Вратислав II, князь Богемії, захопив Оломоуц і у 1090 році віддав його синові Болеславу. У Чехії почалася міжусобиця, що закінчилася примиренням Вратислава II і Конрада Брненського. Незабаром після цього богемський князь помер, новим керівником Богемії став Конрад, а Святоплук спільно з братом Отою став з 1091 року правити Оломоуцьким князівством під регентством матері Ефімії. Самостійно займатися державними справами Святоплук почав десь з 1095 року.
У 1103 році Святоплук підтримав богемського князя Боривоя II, який планував втрутитися в польську боротьбу за владу. Один з претендентів на польський трон — Болеслав Кривоустий — підкупив Боривоя II, який не поділився золотом зі Святоплуком, і той затаїв злобу на богемського князя.
Святоплук підіслав до Чехії шпигунів, які грошима і наклепами стали схиляти на його бік людей. Заручившись досить широкою підтримкою, в 1105 році він зібрав військо і підійшов до Праги, але через нерішучість своїх чеських прихильників був змушений відступити. Втім Святоплук почав готувати нову змову. Йому вдалося перетягнути на свій бік Владислава, брата Боривоя II. Той при підтримці Коломана, короля Угорщини, підняв повстання проти Боривоя II, і в травні 1107 року допоміг Святоплуку захопити владу.

### Князь Богемії (Чехії)
Святоплук I ще не встиг повністю зміцнити владу, яку його було викликано до двору імператора Генріха V. Перед цим князь залишив намісником свого брата Оту Чорного, який став князем Оломоуцьким. Останній, отримавши обіцянку від колишнього князя Боривоя надати значні кошти, запроторив Святоплука до в'язниці. Ситуацію врятував Ота Чорний відбив напад Боривоя. Водночас Святоплук пообіцяв імператорові 10 тис. марок золотом в обмін на поновлення на троні. Завдяки цьому здобув волю і повернувся до Праги.
Для того, щоб виплатити обіцяні гроші, князь Богемії конфіскував золоте начиння з храмів, вилучив прикраси у жінок, обібрав жидів. Втім золота все одно не вистачило, тому Святоплук I відправив брата Оту до Німеччини як заручника. Після народження у Святоплука сина, названого на честь імператора Генріхом, залишок боргу був прощений, але Святоплук I за це був вимушений вирушити в похід на Угорщину.
Під час походу Святоплука I на Угорщину Боривой з польським загоном напав на Богемію, але отримавши хибну звітку про повернення богемського князя, відступив. Святоплук I по повернені до Праги стратив зрадників з роду Вршовців, які підтримували Боривоя.
Восени 1108 року угорський король Коломан вдерся до Моравії, став плюндрувати землі між Тренчин і гирлом Вага і нападати на обози з провіантом для імператорської армії, яка взяла в облогу Пресбург. Святоплук I з військом рушив проти угорців, під час одного з переходів через ліс натрапив на зламану гілку, яка встромила князю прямо в око. Князь Богемії вижив лише дивом. Оговтавшись від рани, в лютому 1109 року змусив угорців відступити з Моравії і зробив каральний похід до Угорщини.
Бажаючи покарати Болеслава III Кривоустого, у вересні 1109 року імператор Генріх V затіяв похід проти Польщі, наказавши Святоплуку I доєднатися до нього. Коли імператорське військо стояло під Глогув, Ян з Вршовців вистежив Святоплука I, вбивши того списом у спину, помстившись за загибель багатьох своїх родичів.

## Родина
Дружина — (невідомо)
Діти:
- Генріх Вацлав (1107—1130), князь Оломоуца